# زازي
زازي (مواليد 18 أبريل 1964) هي مغنية وكاتبة أغاني وعارضة سابقة فرنسية بدأت مسيرتها الغنائية منذ عام 1992.

## وصلات خارجية
- زازي على موقع IMDb (الإنجليزية)
- زازي على موقع ميوزك برينز (الإنجليزية)
- زازي على موقع أول ميوزيك (الإنجليزية)
- زازي على موقع ديسكوغز (الإنجليزية)
- زازي على موقع ديسكوغز (الإنجليزية)
- زازي على موقع قاعدة بيانات الفيلم (الإنجليزية)
- زازي على موقع كينوبويسك (الروسية)